# Guivre

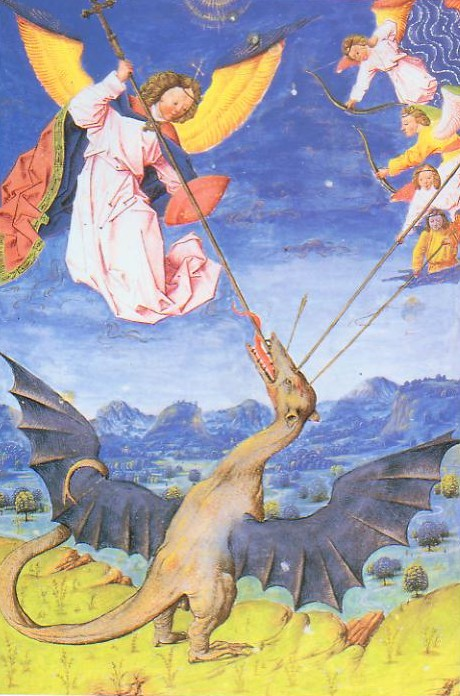
Wyvern Liber Floridus

El Guivre es una criatura mítica similar a un dragón. En las leyendas fueron presentados como criaturas serpentinas que poseían aliento venenoso y merodeaban la zona rural de la Francia medieval. La palabra "guivre" (Wurm, wyvern (que se deriva de ella), o la serpiente) y "givre" son variaciones ortográficas de la palabra más común "vouivre". Vouivre, en franco-comtés, es el equivalente de la vieja palabra francesa "guivre". Todas estas formas se derivan en última instancia del latín Vipera, como es el Español víbora.

## Descripción y hábitos
Se dice que posee un cuerpo largo, serpentino y una cabeza de dragón. El guivre tenía cuernos en su frente, en algunas versiones. A nivel local en Francia se conoce como una criatura muy agresiva que a veces ataca sin ser provocado. Ellos tenían miedo de los seres humanos desnudos, y cuando los ven, se sonrojan y desvían la mirada. Su residencia es en los pequeños cuerpos de agua como piscinas y lagos, bosques, y en cualquier lugar húmedo.